# 2014–2015-ös EHF-bajnokok ligája (csoportkör)

## Formátum
A csoportkörbe jutott 24 csapatot négy hatos csoportba sorolták. A csoportok első négy helyezettjei jutottak a nyolcaddöntőbe, innen egyenes kieséses rendszerben folytatódott a bajnokság.
Azonos pontszám esetén az alábbiak szerint döntik el a sorrendet:
1. Egymás elleni mérkőzéseken szerzett több pont,
2. Egymás elleni mérkőzések alapján számolt gólkülönbség,
3. Egymás elleni mérkőzéseken lőtt több gól,
4. A csoport összes meccse alapján számolt gólkülönbség,
5. A csoportban lőtt gólok száma,
6. Sorsolás.

## Kiemelés
A csoportkör sorsolását 2014. június 27-én tartották Bécsben. A 24 csapatot négy hatcsapatos csoportba sorolták úgy, hogy azonos nemzetbeliek nem kerülhettek egy csoportba.
| 1-es kalap                                  | 2-es kalap                                 | 3-as kalap                                               | 4-es kalap                                  | 5-ös kalap                   | 6-os kalap                                           |
| ------------------------------------------- | ------------------------------------------ | -------------------------------------------------------- | ------------------------------------------- | ---------------------------- | ---------------------------------------------------- |
| THW Kiel Barcelona MKB Veszprém Vive Kielce | KIF Kolding RK Metalurg RK Celje Dunkerque | RK Zagreb Csehovszkije Medvegyi Schaffhausen Alingsås HK | RN Löwen CB Logroño Pick Szeged Wisła Płock | Flensburg Aalborg Vardar PSG | Montpellier Meskov Breszt Motor Zaporizzsja Beşiktaş |

## Csoportkör

### A csoport
| #  | Csapat              | M  | Gy | D | V | G+  | G–  | Gk  | P  |
| -- | ------------------- | -- | -- | - | - | --- | --- | --- | -- |
| 1. | THW Kiel            | 10 | 9  | 0 | 1 | 322 | 259 | +63 | 18 |
| 2. | Paris Saint-Germain | 10 | 6  | 0 | 4 | 297 | 266 | +31 | 12 |
| 3. | RK Zagreb           | 10 | 6  | 0 | 4 | 241 | 248 | –7  | 12 |
| 4. | Logroño             | 10 | 4  | 1 | 5 | 305 | 304 | +1  | 9  |
| 5. | Meskov Breszt       | 10 | 2  | 2 | 6 | 267 | 293 | –26 | 6  |
| 6. | Metalurg Szkopje    | 10 | 1  | 1 | 8 | 232 | 294 | –62 | 3  |

| 2014. szeptember. 28. 19:00 | Metalurg Szkopje | 22–27       | Paris Saint-Germain | Boris Trajkovski Sports Center, Szkopje Nézőszám: 6963 Játékvezetők: Caçador, Nicolau (POR) |
| 2014. szeptember. 28. 19:00 | Mirkulovski 5    | (11–11)     | Hansen 6            | Boris Trajkovski Sports Center, Szkopje Nézőszám: 6963 Játékvezetők: Caçador, Nicolau (POR) |
| 2014. szeptember. 28. 19:00 | 2× 3×            | Jegyzőkönyv | 2× 3×               | Boris Trajkovski Sports Center, Szkopje Nézőszám: 6963 Játékvezetők: Caçador, Nicolau (POR) |

| 2014. szeptember. 28. 19:00 | Logroño  | 39–31       | Meskov Breszt | Palacio de los Deportes de La Rioja, Logroño Nézőszám: 2500 Játékvezetők: Leszczynski, Piechota (POL) |
| 2014. szeptember. 28. 19:00 | García 8 | (20–14)     | Stojković 9   | Palacio de los Deportes de La Rioja, Logroño Nézőszám: 2500 Játékvezetők: Leszczynski, Piechota (POL) |
| 2014. szeptember. 28. 19:00 | 2× 3×    | Jegyzőkönyv | 3× 3×         | Palacio de los Deportes de La Rioja, Logroño Nézőszám: 2500 Játékvezetők: Leszczynski, Piechota (POL) |

| 2014. szeptember. 28. 19:30 | RK Zagreb           | 27–25       | THW Kiel        | Arena Zagreb, Zágráb Nézőszám: 11000 Játékvezetők: Togstad, Kristiansen (NOR) |
| 2014. szeptember. 28. 19:30 | Horvat, Obranović 6 | (9–13)      | három játékos 4 | Arena Zagreb, Zágráb Nézőszám: 11000 Játékvezetők: Togstad, Kristiansen (NOR) |
| 2014. szeptember. 28. 19:30 | 3× 3×               | Jegyzőkönyv | 1× 3×           | Arena Zagreb, Zágráb Nézőszám: 11000 Játékvezetők: Togstad, Kristiansen (NOR) |

| 2014. október. 02. 19:30 | THW Kiel      | 34–32       | Logroño         | Sparkassen-Arena, Kiel Nézőszám: 8000 Játékvezetők: Pavićević, Ražnatović (MNE) |
| 2014. október. 02. 19:30 | Pálmarsson 12 | (20–16)     | García, Rocas 7 | Sparkassen-Arena, Kiel Nézőszám: 8000 Játékvezetők: Pavićević, Ražnatović (MNE) |
| 2014. október. 02. 19:30 | 2× 3×         | Jegyzőkönyv | 2× 2×           | Sparkassen-Arena, Kiel Nézőszám: 8000 Játékvezetők: Pavićević, Ražnatović (MNE) |

| 2014. október. 04. 18:00 | Meskov Breszt | 28–24       | Metalurg Szkopje | Universal Sports Complex Victoria, Breszt Nézőszám: 2500 Játékvezetők: Dobrovits, Tájok (HUN) |
| 2014. október. 04. 18:00 | Nikulenkav 5  | (12–10)     | Cindrić 9        | Universal Sports Complex Victoria, Breszt Nézőszám: 2500 Játékvezetők: Dobrovits, Tájok (HUN) |
| 2014. október. 04. 18:00 | 4× 2× 1×      | Jegyzőkönyv | 2× 2× 1×         | Universal Sports Complex Victoria, Breszt Nézőszám: 2500 Játékvezetők: Dobrovits, Tájok (HUN) |

| 2014. október. 05. 19:00 | Paris Saint-Germain | 27–22       | RK Zagreb   | Stade Pierre de Coubertin, Párizs Nézőszám: 3500 Játékvezetők: Gjeding, Hansen (DEN) |
| 2014. október. 05. 19:00 | Hansen 8            | (11–9)      | Stepančić 7 | Stade Pierre de Coubertin, Párizs Nézőszám: 3500 Játékvezetők: Gjeding, Hansen (DEN) |
| 2014. október. 05. 19:00 | 3× 3×               | Jegyzőkönyv | 5× 3×       | Stade Pierre de Coubertin, Párizs Nézőszám: 3500 Játékvezetők: Gjeding, Hansen (DEN) |

| 2014. október. 09. 20:30 | Meskov Breszt | 24–25       | THW Kiel | Universal Sports Complex Victoria, Breszt Nézőszám: 3500 Játékvezetők: Kurtagic, Wetterwik (SWE) |
| 2014. október. 09. 20:30 | Babicsav 4    | (11–11)     | Vujin 6  | Universal Sports Complex Victoria, Breszt Nézőszám: 3500 Játékvezetők: Kurtagic, Wetterwik (SWE) |
| 2014. október. 09. 20:30 | 4× 3×         | Jegyzőkönyv | 2× 2×    | Universal Sports Complex Victoria, Breszt Nézőszám: 3500 Játékvezetők: Kurtagic, Wetterwik (SWE) |

| 2014. október. 11. 18:00 | RK Zagreb | 19–17       | Metalurg Szkopje | Arena Zagreb, Zágráb Nézőszám: 9500 Játékvezetők: Krstić, Ljubić (SLO) |
| 2014. október. 11. 18:00 | Horvat 9  | (10–8)      | Cindrić 4        | Arena Zagreb, Zágráb Nézőszám: 9500 Játékvezetők: Krstić, Ljubić (SLO) |
| 2014. október. 11. 18:00 | 4× 3×     | Jegyzőkönyv | 4× 3×            | Arena Zagreb, Zágráb Nézőszám: 9500 Játékvezetők: Krstić, Ljubić (SLO) |

| 2014. október. 12. 17:00 | Paris Saint-Germain | 32–25       | Logroño     | Stade Pierre de Coubertin, Párizs Nézőszám: 2000 Játékvezetők: Baďura, Ondogrecula (SVK) |
| 2014. október. 12. 17:00 | Narcisse 5          | (18–9)      | Fernández 8 | Stade Pierre de Coubertin, Párizs Nézőszám: 2000 Játékvezetők: Baďura, Ondogrecula (SVK) |
| 2014. október. 12. 17:00 | 1× 2×               | Jegyzőkönyv | 1× 3×       | Stade Pierre de Coubertin, Párizs Nézőszám: 2000 Játékvezetők: Baďura, Ondogrecula (SVK) |

| 2014. október. 18. 18:00 | Logroño | 22–21       | RK Zagreb  | Palacio de los Deportes de La Rioja, Logroño Nézőszám: 2100 Játékvezetők: Stark, Stefan (ROU) |
| 2014. október. 18. 18:00 | Rocas 7 | (9–12)      | Pavlović 5 | Palacio de los Deportes de La Rioja, Logroño Nézőszám: 2100 Játékvezetők: Stark, Stefan (ROU) |
| 2014. október. 18. 18:00 | 4× 2×   | Jegyzőkönyv | 7× 3×      | Palacio de los Deportes de La Rioja, Logroño Nézőszám: 2100 Játékvezetők: Stark, Stefan (ROU) |

| 2014. október. 18. 21:00 | Metalurg Szkopje | 27–42       | THW Kiel  | Boris Trajkovski Sports Center, Szkopje Nézőszám: 6500 Játékvezetők: Horváth, Marton (HUN) |
| 2014. október. 18. 21:00 | Dimovski 6       | (15–22)     | Duvnjak 8 | Boris Trajkovski Sports Center, Szkopje Nézőszám: 6500 Játékvezetők: Horváth, Marton (HUN) |
| 2014. október. 18. 21:00 | 3× 2×            | Jegyzőkönyv | 2× 3×     | Boris Trajkovski Sports Center, Szkopje Nézőszám: 6500 Játékvezetők: Horváth, Marton (HUN) |

| 2014. október. 19. 16:00 | Meskov Breszt | 28–29       | Paris Saint-Germain | Universal Sports Complex Victoria, Breszt Nézőszám: 3500 Játékvezetők: Stenrand, Birch (DEN) |
| 2014. október. 19. 16:00 | Stojković 7   | (12–15)     | Melić 10            | Universal Sports Complex Victoria, Breszt Nézőszám: 3500 Játékvezetők: Stenrand, Birch (DEN) |
| 2014. október. 19. 16:00 | 3× 3×         | Jegyzőkönyv | 3× 3×               | Universal Sports Complex Victoria, Breszt Nézőszám: 3500 Játékvezetők: Stenrand, Birch (DEN) |

| 2014. november. 15. 18:00 | Meskov Breszt | 26–22       | RK Zagreb | Universal Sports Complex Victoria, Breszt Nézőszám: 3000 Játékvezetők: Horáček, Novotný (CZE) |
| 2014. november. 15. 18:00 | Manojlović 7  | (12–7)      | Vuglač 8  | Universal Sports Complex Victoria, Breszt Nézőszám: 3000 Játékvezetők: Horáček, Novotný (CZE) |
| 2014. november. 15. 18:00 | 4× 3×         | Jegyzőkönyv | 3× 3×     | Universal Sports Complex Victoria, Breszt Nézőszám: 3000 Játékvezetők: Horáček, Novotný (CZE) |

| 2014. november. 16. 17:00 | Logroño     | 31–26       | Metalurg Szkopje | Palacio de los Deportes de La Rioja, Logroño Nézőszám: 2400 Játékvezetők: Kurtagic, Wetterwik (SWE) |
| 2014. november. 16. 17:00 | Rodríguez 9 | (13–13)     | Mirkulovski 8    | Palacio de los Deportes de La Rioja, Logroño Nézőszám: 2400 Játékvezetők: Kurtagic, Wetterwik (SWE) |
| 2014. november. 16. 17:00 | 3× 3×       | Jegyzőkönyv | 3× 3×            | Palacio de los Deportes de La Rioja, Logroño Nézőszám: 2400 Játékvezetők: Kurtagic, Wetterwik (SWE) |

| 2014. november. 16. 19:30 | Paris Saint-Germain | 25–27       | THW Kiel  | Stade Pierre de Coubertin, Párizs Nézőszám: 3200 Játékvezetők: Dinu, Din (ROU) |
| 2014. november. 16. 19:30 | Hansen 8            | (13–12)     | Duvnjak 7 | Stade Pierre de Coubertin, Párizs Nézőszám: 3200 Játékvezetők: Dinu, Din (ROU) |
| 2014. november. 16. 19:30 | 5× 2×               | Jegyzőkönyv | 2× 3×     | Stade Pierre de Coubertin, Párizs Nézőszám: 3200 Játékvezetők: Dinu, Din (ROU) |

| 2014. november. 22. 19:00 | Metalurg Szkopje | 29–28       | Logroño  | Boris Trajkovski Sports Center, Szkopje Nézőszám: 5000 Játékvezetők: Stoļarovs, Līcis (LAT) |
| 2014. november. 22. 19:00 | Mojszovszki 11   | (15–16)     | García 7 | Boris Trajkovski Sports Center, Szkopje Nézőszám: 5000 Játékvezetők: Stoļarovs, Līcis (LAT) |
| 2014. november. 22. 19:00 | 3× 2× 1×         | Jegyzőkönyv | 5× 3×    | Boris Trajkovski Sports Center, Szkopje Nézőszám: 5000 Játékvezetők: Stoļarovs, Līcis (LAT) |

| 2014. november. 22. 21:00 | THW Kiel   | 33–29       | Paris Saint-Germain | Sparkassen-Arena, Kiel Nézőszám: 10170 Játékvezetők: Mažeika, Gatelis (LTU) |
| 2014. november. 22. 21:00 | Cañellas 9 | (14–15)     | Hansen 8            | Sparkassen-Arena, Kiel Nézőszám: 10170 Játékvezetők: Mažeika, Gatelis (LTU) |
| 2014. november. 22. 21:00 | 5× 3×      | Jegyzőkönyv | 3× 3×               | Sparkassen-Arena, Kiel Nézőszám: 10170 Játékvezetők: Mažeika, Gatelis (LTU) |

| 2014. november. 23. 17:00 | RK Zagreb | 25–23       | Meskov Breszt | Arena Zagreb, Zágráb Nézőszám: 6000 Játékvezetők: Cohen, Peretz (ISR) |
| 2014. november. 23. 17:00 | Horvat 6  | (11–8)      | Stojković 8   | Arena Zagreb, Zágráb Nézőszám: 6000 Játékvezetők: Cohen, Peretz (ISR) |
| 2014. november. 23. 17:00 | 5× 3×     | Jegyzőkönyv | 4× 3×         | Arena Zagreb, Zágráb Nézőszám: 6000 Játékvezetők: Cohen, Peretz (ISR) |

| 2014. november. 26. 18:30 | THW Kiel   | 34–27       | RK Zagreb            | Sparkassen-Arena, Kiel Nézőszám: 8487 Játékvezetők: Caçador, Nicolau (POR) |
| 2014. november. 26. 18:30 | Weinhold 9 | (16–16)     | Šebetić, Stepančić 5 | Sparkassen-Arena, Kiel Nézőszám: 8487 Játékvezetők: Caçador, Nicolau (POR) |
| 2014. november. 26. 18:30 | 3× 3×      | Jegyzőkönyv | 5× 3×                | Sparkassen-Arena, Kiel Nézőszám: 8487 Játékvezetők: Caçador, Nicolau (POR) |

| 2014. november. 29. 16:00 | Meskov Breszt | 33–33       | Logroño             | Universal Sports Complex Victoria, Breszt Nézőszám: 3320 Játékvezetők: Konjičanin, Konjičanin (BIH) |
| 2014. november. 29. 16:00 | Rutenka 8     | (15–18)     | García, Rodríguez 5 | Universal Sports Complex Victoria, Breszt Nézőszám: 3320 Játékvezetők: Konjičanin, Konjičanin (BIH) |
| 2014. november. 29. 16:00 | 3× 3× 1×      | Jegyzőkönyv | 2× 3×               | Universal Sports Complex Victoria, Breszt Nézőszám: 3320 Játékvezetők: Konjičanin, Konjičanin (BIH) |

| 2014. november. 30. 19:00 | Paris Saint-Germain | 35–24       | Metalurg Szkopje | Stade Pierre de Coubertin, Párizs Nézőszám: 2200 Játékvezetők: Erdoğan, Özdeniz (TUR) |
| 2014. november. 30. 19:00 | Kopljar 6           | (19–10)     | Markoszki        | Stade Pierre de Coubertin, Párizs Nézőszám: 2200 Játékvezetők: Erdoğan, Özdeniz (TUR) |
| 2014. november. 30. 19:00 | 1× 3×               | Jegyzőkönyv | 2× 3×            | Stade Pierre de Coubertin, Párizs Nézőszám: 2200 Játékvezetők: Erdoğan, Özdeniz (TUR) |

| 2014. december. 03. 19:30 | Logroño     | 30–34       | THW Kiel    | Palacio de los Deportes de La Rioja, Logroño Nézőszám: 3800 Játékvezetők: Gjeding, Hansen (DEN) |
| 2014. december. 03. 19:30 | Rodríguez 6 | (11–14)     | Cañellas 11 | Palacio de los Deportes de La Rioja, Logroño Nézőszám: 3800 Játékvezetők: Gjeding, Hansen (DEN) |
| 2014. december. 03. 19:30 | 3×          | Jegyzőkönyv | 2× 3×       | Palacio de los Deportes de La Rioja, Logroño Nézőszám: 3800 Játékvezetők: Gjeding, Hansen (DEN) |

| 2014. december. 06. 19:00 | Metalurg Szkopje | 27–27       | Meskov Breszt | Boris Trajkovski Sports Center, Szkopje Nézőszám: 4500 Játékvezetők: Hansen, Pettersen (NOR) |
| 2014. december. 06. 19:00 | Manaszkov 8      | (12–14)     | Stojković 6   | Boris Trajkovski Sports Center, Szkopje Nézőszám: 4500 Játékvezetők: Hansen, Pettersen (NOR) |
| 2014. december. 06. 19:00 | 3× 3×            | Jegyzőkönyv | 7× 3× 1×      | Boris Trajkovski Sports Center, Szkopje Nézőszám: 4500 Játékvezetők: Hansen, Pettersen (NOR) |

| 2014. december. 09. 18:30 | RK Zagreb           | 25–24       | Paris Saint-Germain | Arena Zagreb, Zágráb Nézőszám: 13000 Játékvezetők: Stoļarovs, Līcis (LAT) |
| 2014. december. 09. 18:30 | Horvat, Obranović 5 | (14–13)     | Narcisse 6          | Arena Zagreb, Zágráb Nézőszám: 13000 Játékvezetők: Stoļarovs, Līcis (LAT) |
| 2014. december. 09. 18:30 | 6× 2×               | Jegyzőkönyv | 3× 3×               | Arena Zagreb, Zágráb Nézőszám: 13000 Játékvezetők: Stoļarovs, Līcis (LAT) |

| 2015. február. 14. 18:00 | RK Zagreb        | 31–30       | Logroño   | Arena Zagreb, Zágráb Nézőszám: 8000 Játékvezetők: Brunovský, Čanda (SVK) |
| 2015. február. 14. 18:00 | Horvat, Valčić 6 | (16–13)     | Jiménez 5 | Arena Zagreb, Zágráb Nézőszám: 8000 Játékvezetők: Brunovský, Čanda (SVK) |
| 2015. február. 14. 18:00 | 3× 3×            | Jegyzőkönyv | 4× 3×     | Arena Zagreb, Zágráb Nézőszám: 8000 Játékvezetők: Brunovský, Čanda (SVK) |

| 2015. február. 15. 17:00 | Paris Saint-Germain | 36–25       | Meskov Breszt | Stade Pierre de Coubertin, Párizs Nézőszám: 3000 Játékvezetők: Krstić, Ljubić (SLO) |
| 2015. február. 15. 17:00 | Hansen 8            | (18–14)     | Špiler 7      | Stade Pierre de Coubertin, Párizs Nézőszám: 3000 Játékvezetők: Krstić, Ljubić (SLO) |
| 2015. február. 15. 17:00 | 4× 3×               | Jegyzőkönyv | 5× 3× 1×      | Stade Pierre de Coubertin, Párizs Nézőszám: 3000 Játékvezetők: Krstić, Ljubić (SLO) |

| 2015. február. 15. 19:30 | THW Kiel | 35–16       | Metalurg Szkopje    | Sparkassen-Arena, Kiel Nézőszám: 8700 Játékvezetők: Poulsen, Mortensen (DEN) |
| 2015. február. 15. 19:30 | Jícha 9  | (17–3)      | Taleszki, Buvinić 4 | Sparkassen-Arena, Kiel Nézőszám: 8700 Játékvezetők: Poulsen, Mortensen (DEN) |
| 2015. február. 15. 19:30 | 1× 3×    | Jegyzőkönyv | 3× 3×               | Sparkassen-Arena, Kiel Nézőszám: 8700 Játékvezetők: Poulsen, Mortensen (DEN) |

| 2015. február. 19. 19:30 | THW Kiel | 33–22       | Meskov Breszt | Sparkassen-Arena, Kiel Nézőszám: 7100 Játékvezetők: Pandzić, Mosorinski (SRB) |
| 2015. február. 19. 19:30 | Vujin 6  | (17–11)     | Manojlović 4  | Sparkassen-Arena, Kiel Nézőszám: 7100 Játékvezetők: Pandzić, Mosorinski (SRB) |
| 2015. február. 19. 19:30 | 2× 3×    | Jegyzőkönyv | 3× 3×         | Sparkassen-Arena, Kiel Nézőszám: 7100 Játékvezetők: Pandzić, Mosorinski (SRB) |

| 2015. február. 21. 18:00 | Logroño  | 35–33       | Paris Saint-Germain | Palacio de los Deportes de La Rioja, Logroño Nézőszám: 3500 Játékvezetők: Johansson, Kliko (SWE) |
| 2015. február. 21. 18:00 | Eilert 9 | (15–16)     | Gunnarsson 9        | Palacio de los Deportes de La Rioja, Logroño Nézőszám: 3500 Játékvezetők: Johansson, Kliko (SWE) |
| 2015. február. 21. 18:00 | 2× 3×    | Jegyzőkönyv | 2× 2×               | Palacio de los Deportes de La Rioja, Logroño Nézőszám: 3500 Játékvezetők: Johansson, Kliko (SWE) |

| 2015. február. 22. 19:00 | Metalurg Szkopje | 20–22       | RK Zagreb | Boris Trajkovski Sports Center, Szkopje Nézőszám: 3000 Játékvezetők: Pavićević, Ražnatović (MNE) |
| 2015. február. 22. 19:00 | Buvinić 6        | (10–12)     | Horvat 5  | Boris Trajkovski Sports Center, Szkopje Nézőszám: 3000 Játékvezetők: Pavićević, Ražnatović (MNE) |
| 2015. február. 22. 19:00 | 2× 3×            | Jegyzőkönyv | 4× 3×     | Boris Trajkovski Sports Center, Szkopje Nézőszám: 3000 Játékvezetők: Pavićević, Ražnatović (MNE) |

### B csoport
| #  | Csapat              | M  | Gy | D | V | G+  | G–  | Gk  | P  |
| -- | ------------------- | -- | -- | - | - | --- | --- | --- | -- |
| 1. | FC Barcelona        | 10 | 8  | 1 | 1 | 338 | 280 | +58 | 17 |
| 2. | KIF Kolding         | 10 | 6  | 2 | 2 | 292 | 273 | +19 | 14 |
| 3. | Wisła Płock         | 10 | 6  | 1 | 3 | 288 | 280 | +8  | 13 |
| 4. | Flensburg-Handewitt | 10 | 6  | 0 | 4 | 288 | 277 | +11 | 12 |
| 5. | Alingsås HK         | 10 | 1  | 0 | 9 | 252 | 298 | –46 | 2  |
| 6. | Beşiktaş            | 10 | 1  | 0 | 9 | 253 | 303 | –50 | 2  |

| 2014. szeptember. 27. 16:00 | Wisła Płock | 28–19       | Beşiktaş        | Orlen Arena, Płock Nézőszám: 4300 Játékvezetők: Brunovský, Čanda (SVK) |
| 2014. szeptember. 27. 16:00 | Racotea 7   | (13–7)      | Döne, Özbahar 4 | Orlen Arena, Płock Nézőszám: 4300 Játékvezetők: Brunovský, Čanda (SVK) |
| 2014. szeptember. 27. 16:00 | 5× 3×       | Jegyzőkönyv | 3× 3×           | Orlen Arena, Płock Nézőszám: 4300 Játékvezetők: Brunovský, Čanda (SVK) |

| 2014. szeptember. 28. 16:50 | KIF Kolding | 35–21       | Flensburg-Handewitt | Kolding-Hallen, Kolding Nézőszám: 2800 Játékvezetők: Gubica, Milošević (CRO) |
| 2014. szeptember. 28. 16:50 | Andersen 7  | (19–13)     | Eggert 8            | Kolding-Hallen, Kolding Nézőszám: 2800 Játékvezetők: Gubica, Milošević (CRO) |
| 2014. szeptember. 28. 16:50 | 4× 3×       | Jegyzőkönyv | 4× 3×               | Kolding-Hallen, Kolding Nézőszám: 2800 Játékvezetők: Gubica, Milošević (CRO) |

| 2014. szeptember. 28. 17:30 | Alingsås HK  | 28–38       | FC Barcelona | Estrad Alingsås, Alingsås Nézőszám: 2660 Játékvezetők: Horáček, Novotný (CZE) |
| 2014. szeptember. 28. 17:30 | Konradsson 5 | (16–21)     | Nøddesbo 9   | Estrad Alingsås, Alingsås Nézőszám: 2660 Játékvezetők: Horáček, Novotný (CZE) |
| 2014. szeptember. 28. 17:30 | 4× 3× 1×     | Jegyzőkönyv | 1× 2× 1×     | Estrad Alingsås, Alingsås Nézőszám: 2660 Játékvezetők: Horáček, Novotný (CZE) |

| 2014. október. 05. 12:30 | FC Barcelona | 30–25       | Wisła Płock        | Palau Blaugrana, Barcelona Nézőszám: 1972 Játékvezetők: Mažeika, Gatelis (LTU) |
| 2014. október. 05. 12:30 | Lazarov 9    | (13–12)     | Rocha, Zelenović 5 | Palau Blaugrana, Barcelona Nézőszám: 1972 Játékvezetők: Mažeika, Gatelis (LTU) |
| 2014. október. 05. 12:30 | 3× 3×        | Jegyzőkönyv | 4× 2×              | Palau Blaugrana, Barcelona Nézőszám: 1972 Játékvezetők: Mažeika, Gatelis (LTU) |

| 2014. október. 05. 16:10 | Beşiktaş | 24–33       | KIF Kolding   | İzmit Arena, Isztambul Nézőszám: 6000 Játékvezetők: Nikolov, Nachevski (MKD) |
| 2014. október. 05. 16:10 | Döne 6   | (11–16)     | Spellerberg 7 | İzmit Arena, Isztambul Nézőszám: 6000 Játékvezetők: Nikolov, Nachevski (MKD) |
| 2014. október. 05. 16:10 | 2× 3×    | Jegyzőkönyv | 3× 3×         | İzmit Arena, Isztambul Nézőszám: 6000 Játékvezetők: Nikolov, Nachevski (MKD) |

| 2014. október. 05. 19:30 | Flensburg-Handewitt | 31–21       | Alingsås HK  | Campushalle, Flensburg Nézőszám: 3000 Játékvezetők: Opava, Válek (CZE) |
| 2014. október. 05. 19:30 | Mogensen 8          | (19–10)     | Konradsson 5 | Campushalle, Flensburg Nézőszám: 3000 Játékvezetők: Opava, Válek (CZE) |
| 2014. október. 05. 19:30 | 5× 2×               | Jegyzőkönyv | 1× 3×        | Campushalle, Flensburg Nézőszám: 3000 Játékvezetők: Opava, Válek (CZE) |

| 2014. október. 08. 19:30 | Flensburg-Handewitt | 35–28       | Wisła Płock | Campushalle, Flensburg Nézőszám: 3517 Játékvezetők: Pichon, Reveret (FRA) |
| 2014. október. 08. 19:30 | három játékos 7     | (21–16)     | Ghionea 7   | Campushalle, Flensburg Nézőszám: 3517 Játékvezetők: Pichon, Reveret (FRA) |
| 2014. október. 08. 19:30 | 5× 3×               | Jegyzőkönyv | 2× 3×       | Campushalle, Flensburg Nézőszám: 3517 Játékvezetők: Pichon, Reveret (FRA) |

| 2014. október. 09. 19:00 | Alingsås HK | 19–23       | KIF Kolding | Estrad Alingsås, Alingsås Nézőszám: 1691 Játékvezetők: Konjičanin, Konjičanin (BIH) |
| 2014. október. 09. 19:00 | Claar 5     | (13–15)     | Andersson 6 | Estrad Alingsås, Alingsås Nézőszám: 1691 Játékvezetők: Konjičanin, Konjičanin (BIH) |
| 2014. október. 09. 19:00 | 4× 3×       | Jegyzőkönyv | 4× 3×       | Estrad Alingsås, Alingsås Nézőszám: 1691 Játékvezetők: Konjičanin, Konjičanin (BIH) |

| 2014. október. 12. 17:00 | FC Barcelona | 35–25       | Beşiktaş     | Palau Blaugrana, Barcelona Nézőszám: 1789 Játékvezetők: Elíasson, Pálsson (ISL) |
| 2014. október. 12. 17:00 | Sigurðsson 8 | (19–12)     | Feuchtmann 6 | Palau Blaugrana, Barcelona Nézőszám: 1789 Játékvezetők: Elíasson, Pálsson (ISL) |
| 2014. október. 12. 17:00 | 2× 3×        | Jegyzőkönyv | 5× 3× 1×     | Palau Blaugrana, Barcelona Nézőszám: 1789 Játékvezetők: Elíasson, Pálsson (ISL) |

| 2014. október. 16. 20:30 | Beşiktaş  | 20–27       | Flensburg-Handewitt | İzmit Arena, Isztambul Nézőszám: 3500 Játékvezetők: Santos, Fonseca (POR) |
| 2014. október. 16. 20:30 | Dačević 6 | (11–11)     | Glandorf 7          | İzmit Arena, Isztambul Nézőszám: 3500 Játékvezetők: Santos, Fonseca (POR) |
| 2014. október. 16. 20:30 | 5× 2×     | Jegyzőkönyv | 9× 3× 2×            | İzmit Arena, Isztambul Nézőszám: 3500 Játékvezetők: Santos, Fonseca (POR) |

| 2014. október. 19. 15:30 | Wisła Płock  | 28–25       | Alingsås HK   | Orlen Arena, Płock Nézőszám: 4500 Játékvezetők: Gubica, Milošević (CRO) |
| 2014. október. 19. 15:30 | Zelenović 10 | (15–9)      | Konradsson 10 | Orlen Arena, Płock Nézőszám: 4500 Játékvezetők: Gubica, Milošević (CRO) |
| 2014. október. 19. 15:30 | 4× 3×        | Jegyzőkönyv | 6× 3×         | Orlen Arena, Płock Nézőszám: 4500 Játékvezetők: Gubica, Milošević (CRO) |

| 2014. október. 19. 16:50 | KIF Kolding   | 27–27       | FC Barcelona | Kolding-Hallen, Kolding Nézőszám: 5000 Játékvezetők: Zotin, Volodkov (RUS) |
| 2014. október. 19. 16:50 | Spellerberg 7 | (14–16)     | Karabatić 6  | Kolding-Hallen, Kolding Nézőszám: 5000 Játékvezetők: Zotin, Volodkov (RUS) |
| 2014. október. 19. 16:50 | 5× 3×         | Jegyzőkönyv | 3× 3×        | Kolding-Hallen, Kolding Nézőszám: 5000 Játékvezetők: Zotin, Volodkov (RUS) |

| 2014. november. 13. 18:45 | Wisła Płock           | 28–29       | KIF Kolding | Orlen Arena, Płock Nézőszám: 3500 Játékvezetők: Caçador, Nicolau (POR) |
| 2014. november. 13. 18:45 | Jurkiewicz, Syprzak 5 | (15–14)     | Karlsson 7  | Orlen Arena, Płock Nézőszám: 3500 Játékvezetők: Caçador, Nicolau (POR) |
| 2014. november. 13. 18:45 | 5× 2×                 | Jegyzőkönyv | 3× 3×       | Orlen Arena, Płock Nézőszám: 3500 Játékvezetők: Caçador, Nicolau (POR) |

| 2014. november. 15. 21:00 | Flensburg-Handewitt | 33–37       | FC Barcelona | Campushalle, Flensburg Nézőszám: 6300 Játékvezetők: Krstić, Ljubić (SLO) |
| 2014. november. 15. 21:00 | Glandorf 11         | (16–16)     | Lazarov 10   | Campushalle, Flensburg Nézőszám: 6300 Játékvezetők: Krstić, Ljubić (SLO) |
| 2014. november. 15. 21:00 | 2× 3×               | Jegyzőkönyv | 3× 2×        | Campushalle, Flensburg Nézőszám: 6300 Játékvezetők: Krstić, Ljubić (SLO) |

| 2014. november. 16. 19:00 | Beşiktaş   | 28–26       | Alingsås HK | İzmit Arena, Isztambul Nézőszám: 3000 Játékvezetők: Pichon, Reveret (FRA) |
| 2014. november. 16. 19:00 | Ninčević 9 | (13–15)     | Enström 6   | İzmit Arena, Isztambul Nézőszám: 3000 Játékvezetők: Pichon, Reveret (FRA) |
| 2014. november. 16. 19:00 | 4× 3×      | Jegyzőkönyv | 4× 3×       | İzmit Arena, Isztambul Nézőszám: 3000 Játékvezetők: Pichon, Reveret (FRA) |

| 2014. november. 20. 19:00 | Alingsås HK          | 27–24       | Beşiktaş  | Estrad Alingsås, Alingsås Nézőszám: 1546 Játékvezetők: Lah, Sok (SLO) |
| 2014. november. 20. 19:00 | Enström, Johansson 5 | (14–12)     | Özbahar 6 | Estrad Alingsås, Alingsås Nézőszám: 1546 Játékvezetők: Lah, Sok (SLO) |
| 2014. november. 20. 19:00 | 5× 3×                | Jegyzőkönyv | 6× 3× 1×  | Estrad Alingsås, Alingsås Nézőszám: 1546 Játékvezetők: Lah, Sok (SLO) |

| 2014. november. 23. 16:55 | KIF Kolding | 30–30       | Wisła Płock        | Kolding-Hallen, Kolding Nézőszám: 4058 Játékvezetők: Dobrovits, Tájok (HUN) |
| 2014. november. 23. 16:55 | Anderson 7  | (14–14)     | Ghionea, Syprzak 6 | Kolding-Hallen, Kolding Nézőszám: 4058 Játékvezetők: Dobrovits, Tájok (HUN) |
| 2014. november. 23. 16:55 | 4× 1×       | Jegyzőkönyv | 5× 3× 1×           | Kolding-Hallen, Kolding Nézőszám: 4058 Játékvezetők: Dobrovits, Tájok (HUN) |

| 2014. november. 23. 19:30 | FC Barcelona          | 36–27       | Flensburg-Handewitt | Palau Blaugrana, Barcelona Nézőszám: 5202 Játékvezetők: Dentz, Reibel (FRA) |
| 2014. november. 23. 19:30 | Lazarov, Sigurðsson 9 | (14–16)     | Mogensen 7          | Palau Blaugrana, Barcelona Nézőszám: 5202 Játékvezetők: Dentz, Reibel (FRA) |
| 2014. november. 23. 19:30 | 4× 3×                 | Jegyzőkönyv | 4× 2×               | Palau Blaugrana, Barcelona Nézőszám: 5202 Játékvezetők: Dentz, Reibel (FRA) |

| 2014. november. 29. 16:15 | FC Barcelona | 42–29       | Alingsås HK | Palau Blaugrana, Barcelona Nézőszám: 2061 Játékvezetők: Horváth, Marton (HUN) |
| 2014. november. 29. 16:15 | Lazarov 12   | (18–17)     | Tellander 6 | Palau Blaugrana, Barcelona Nézőszám: 2061 Játékvezetők: Horváth, Marton (HUN) |
| 2014. november. 29. 16:15 | 2× 2×        | Jegyzőkönyv | 3× 3× 1×    | Palau Blaugrana, Barcelona Nézőszám: 2061 Játékvezetők: Horváth, Marton (HUN) |

| 2014. november. 29. 17:00 | Beşiktaş  | 30–33       | Wisła Płock | İzmit Arena, Isztambul Nézőszám: 1500 Játékvezetők: Jurinović, Mrvica (CRO) |
| 2014. november. 29. 17:00 | Özbahar 8 | (14–15)     | Ghionea 8   | İzmit Arena, Isztambul Nézőszám: 1500 Játékvezetők: Jurinović, Mrvica (CRO) |
| 2014. november. 29. 17:00 | 3× 3×     | Jegyzőkönyv | 3× 3×       | İzmit Arena, Isztambul Nézőszám: 1500 Játékvezetők: Jurinović, Mrvica (CRO) |

| 2014. november. 30. 19:30 | Flensburg-Handewitt | 27–20       | KIF Kolding | Campushalle, Flensburg Nézőszám: 5537 Játékvezetők: Stark, Stefan (ROU) |
| 2014. november. 30. 19:30 | Mogensen 7          | (15–10)     | Andersson 6 | Campushalle, Flensburg Nézőszám: 5537 Játékvezetők: Stark, Stefan (ROU) |
| 2014. november. 30. 19:30 | 4× 3×               | Jegyzőkönyv | 3× 3×       | Campushalle, Flensburg Nézőszám: 5537 Játékvezetők: Stark, Stefan (ROU) |

| 2014. december. 04. 19:30 | Alingsås HK | 22–27       | Flensburg-Handewitt | Estrad Alingsås, Alingsås Nézőszám: 2147 Játékvezetők: Dobrovits, Tájok (HUN) |
| 2014. december. 04. 19:30 | Claar 5     | (14–16)     | Glandorf 8          | Estrad Alingsås, Alingsås Nézőszám: 2147 Játékvezetők: Dobrovits, Tájok (HUN) |
| 2014. december. 04. 19:30 | 2× 3×       | Jegyzőkönyv | 5× 2×               | Estrad Alingsås, Alingsås Nézőszám: 2147 Játékvezetők: Dobrovits, Tájok (HUN) |

| 2014. december. 06. 18:30 | Wisła Płock | 34–31       | FC Barcelona | Orlen Arena, Płock Nézőszám: 5467 Játékvezetők: Elíasson, Pálsson (ISL) |
| 2014. december. 06. 18:30 | Zelenović 7 | (17–15)     | Rutenka 9    | Orlen Arena, Płock Nézőszám: 5467 Játékvezetők: Elíasson, Pálsson (ISL) |
| 2014. december. 06. 18:30 | 5× 3×       | Jegyzőkönyv | 1× 3×        | Orlen Arena, Płock Nézőszám: 5467 Játékvezetők: Elíasson, Pálsson (ISL) |

| 2014. december. 07. 16:50 | KIF Kolding    | 34–31       | Beşiktaş   | Kolding-Hallen, Kolding Nézőszám: 2389 Játékvezetők: Dentz, Reibel (FRA) |
| 2014. december. 07. 16:50 | Spellerberg 12 | (19–16)     | Ninčević 7 | Kolding-Hallen, Kolding Nézőszám: 2389 Játékvezetők: Dentz, Reibel (FRA) |
| 2014. december. 07. 16:50 | 2× 2×          | Jegyzőkönyv | 3× 3×      | Kolding-Hallen, Kolding Nézőszám: 2389 Játékvezetők: Dentz, Reibel (FRA) |

| 2015. február. 11. 19:30 | Flensburg-Handewitt | 31–27       | Beşiktaş   | Flens Arena, Flensburg Nézőszám: 4687 Játékvezetők: Horáček, Novotný (CZE) |
| 2015. február. 11. 19:30 | Eggert 8            | (15–14)     | Ninčević 7 | Flens Arena, Flensburg Nézőszám: 4687 Játékvezetők: Horáček, Novotný (CZE) |
| 2015. február. 11. 19:30 | 3× 3×               | Jegyzőkönyv | 4× 2×      | Flens Arena, Flensburg Nézőszám: 4687 Játékvezetők: Horáček, Novotný (CZE) |

| 2015. február. 15. 13:30 | Alingsås HK | 22–23       | Wisła Płock   | Estrad Alingsås, Alingsås Nézőszám: 1178 Játékvezetők: Zotin, Volodkov (RUS) |
| 2015. február. 15. 13:30 | Fagerlund 6 | (8–9)       | Tioumentsev 5 | Estrad Alingsås, Alingsås Nézőszám: 1178 Játékvezetők: Zotin, Volodkov (RUS) |
| 2015. február. 15. 13:30 | 3× 3×       | Jegyzőkönyv | 2× 3×         | Estrad Alingsås, Alingsås Nézőszám: 1178 Játékvezetők: Zotin, Volodkov (RUS) |

| 2015. február. 15. 19:15 | FC Barcelona | 33–27       | KIF Kolding    | Palau Blaugrana, Barcelona Nézőszám: 5131 Játékvezetők: Dinu, Din (ROU) |
| 2015. február. 15. 19:15 | Rutenka 6    | (19–11)     | Spellerberg 11 | Palau Blaugrana, Barcelona Nézőszám: 5131 Játékvezetők: Dinu, Din (ROU) |
| 2015. február. 15. 19:15 | 5× 3×        | Jegyzőkönyv | 7× 3×          | Palau Blaugrana, Barcelona Nézőszám: 5131 Játékvezetők: Dinu, Din (ROU) |

| 2015. február. 21. 19:15 | Beşiktaş | 25–29       | FC Barcelona       | İzmit Arena, Isztambul Nézőszám: 4800 Játékvezetők: Dobrovits, Tájok (HUN) |
| 2015. február. 21. 19:15 | Döne 8   | (12–14)     | Lazarov, Rutenka 7 | İzmit Arena, Isztambul Nézőszám: 4800 Játékvezetők: Dobrovits, Tájok (HUN) |
| 2015. február. 21. 19:15 | 4× 1×    | Jegyzőkönyv | 3× 2×              | İzmit Arena, Isztambul Nézőszám: 4800 Játékvezetők: Dobrovits, Tájok (HUN) |

| 2015. február. 22. 16:50 | KIF Kolding   | 34–33       | Alingsås HK | Kolding-Hallen, Kolding Nézőszám: 2818 Játékvezetők: Elíasson, Pálsson (ISL) |
| 2015. február. 22. 16:50 | Spellerberg 7 | (16–15)     | Claar 8     | Kolding-Hallen, Kolding Nézőszám: 2818 Játékvezetők: Elíasson, Pálsson (ISL) |
| 2015. február. 22. 16:50 | 5× 2×         | Jegyzőkönyv | 6× 3×       | Kolding-Hallen, Kolding Nézőszám: 2818 Játékvezetők: Elíasson, Pálsson (ISL) |

| 2015. február. 22. 19:30 | Wisła Płock | 31–29       | Flensburg-Handewitt | Orlen Arena, Płock Nézőszám: 5460 Játékvezetők: Nikolov, Nachevski (MKD) |
| 2015. február. 22. 19:30 | Nikčević 7  | (14–13)     | Nenadić 6           | Orlen Arena, Płock Nézőszám: 5460 Játékvezetők: Nikolov, Nachevski (MKD) |
| 2015. február. 22. 19:30 | 2× 3× 1×    | Jegyzőkönyv | 3× 3×               | Orlen Arena, Płock Nézőszám: 5460 Játékvezetők: Nikolov, Nachevski (MKD) |

### C csoport
| #  | Csapat                | M  | Gy | D | V | G+  | G–  | Gk  | P  |
| -- | --------------------- | -- | -- | - | - | --- | --- | --- | -- |
| 1. | MKB Veszprém KC       | 10 | 9  | 0 | 1 | 300 | 262 | +38 | 18 |
| 2. | Vardar Szkopje        | 10 | 7  | 1 | 2 | 313 | 289 | +24 | 15 |
| 3. | Rhein-Neckar Löwen    | 10 | 6  | 0 | 4 | 302 | 282 | +20 | 12 |
| 4. | Montpellier           | 10 | 3  | 2 | 5 | 293 | 317 | –24 | 8  |
| 5. | RK Celje              | 10 | 3  | 0 | 7 | 284 | 293 | –9  | 6  |
| 6. | Csehovszkije Medvegyi | 10 | 0  | 1 | 9 | 300 | 349 | –49 | 1  |

| 2014. szeptember. 27. 18:00 | Csehovszkije Medvegyi | 32–37       | MKB Veszprém KC | Olimpiysky Sport Palace, Csehov Nézőszám: 2500 Játékvezetők: Pandzić, Mosorinski (SRB) |
| 2014. szeptember. 27. 18:00 | Gyereveny 9           | (17–19)     | Ilić 11         | Olimpiysky Sport Palace, Csehov Nézőszám: 2500 Játékvezetők: Pandzić, Mosorinski (SRB) |
| 2014. szeptember. 27. 18:00 | 5× 3×                 | Jegyzőkönyv | 4× 3× 1×        | Olimpiysky Sport Palace, Csehov Nézőszám: 2500 Játékvezetők: Pandzić, Mosorinski (SRB) |

| 2014. szeptember. 27. 20:30 | RK Celje   | 26–27       | Vardar Szkopje | Zlatorog Arena, Celje Nézőszám: 3900 Játékvezetők: Johansson, Kliko (SWE) |
| 2014. szeptember. 27. 20:30 | Zarabec 10 | (12–12)     | Gyibirov 11    | Zlatorog Arena, Celje Nézőszám: 3900 Játékvezetők: Johansson, Kliko (SWE) |
| 2014. szeptember. 27. 20:30 | 5× 3×      | Jegyzőkönyv | 6× 2× 1×       | Zlatorog Arena, Celje Nézőszám: 3900 Játékvezetők: Johansson, Kliko (SWE) |

| 2014. szeptember. 27. 21:00 | Rhein-Neckar Löwen | 35–24       | Montpellier     | SAP Arena, Mannheim Nézőszám: 3119 Játékvezetők: Gousko, Repkin (BLR) |
| 2014. szeptember. 27. 21:00 | Myrhol 6           | (18–11)     | három játékos 4 | SAP Arena, Mannheim Nézőszám: 3119 Játékvezetők: Gousko, Repkin (BLR) |
| 2014. szeptember. 27. 21:00 | 4× 3×              | Jegyzőkönyv | 5× 3× 1×        | SAP Arena, Mannheim Nézőszám: 3119 Játékvezetők: Gousko, Repkin (BLR) |

| 2014. október. 04. 19:00 | Vardar Szkopje | 39–28       | Csehovszkije Medvegyi | Jane Sandanski Arena, Szkopje Nézőszám: 5500 Játékvezetők: Poulsen, Mortensen (DEN) |
| 2014. október. 04. 19:00 | Gyibirov 8     | (24–12)     | Gyereveny 7           | Jane Sandanski Arena, Szkopje Nézőszám: 5500 Játékvezetők: Poulsen, Mortensen (DEN) |
| 2014. október. 04. 19:00 | 3× 3×          | Jegyzőkönyv | 1× 2×                 | Jane Sandanski Arena, Szkopje Nézőszám: 5500 Játékvezetők: Poulsen, Mortensen (DEN) |

| 2014. október. 04. 21:00 | MKB Veszprém KC | 27–24       | Rhein-Neckar Löwen | Veszprém Aréna, Veszprém Nézőszám: 5019 Játékvezetők: Jurinović, Mrvica (CRO) |
| 2014. október. 04. 21:00 | Ilić 9          | (10–11)     | Gensheimer 9       | Veszprém Aréna, Veszprém Nézőszám: 5019 Játékvezetők: Jurinović, Mrvica (CRO) |
| 2014. október. 04. 21:00 | 3× 2×           | Jegyzőkönyv | 4× 3×              | Veszprém Aréna, Veszprém Nézőszám: 5019 Játékvezetők: Jurinović, Mrvica (CRO) |

| 2014. október. 05. 17:00 | Montpellier | 35–29       | RK Celje | Park&Suites Arena, Montpellier Nézőszám: 5500 Játékvezetők: Marín, García (ESP) |
| 2014. október. 05. 17:00 | Gajić 10    | (14–17)     | Janc 8   | Park&Suites Arena, Montpellier Nézőszám: 5500 Játékvezetők: Marín, García (ESP) |
| 2014. október. 05. 17:00 | 3× 3×       | Jegyzőkönyv | 3× 3× 1× | Park&Suites Arena, Montpellier Nézőszám: 5500 Játékvezetők: Marín, García (ESP) |

| 2014. október. 09. 19:30 | Csehovszkije Medvegyi  | 30–35       | RK Celje    | Olimpiysky Sport Palace, Csehov Nézőszám: 2000 Játékvezetők: Dinu, Din (ROU) |
| 2014. október. 09. 19:30 | Kovaljov, Zsitnyikov 8 | (15–17)     | Slišković 9 | Olimpiysky Sport Palace, Csehov Nézőszám: 2000 Játékvezetők: Dinu, Din (ROU) |
| 2014. október. 09. 19:30 | 5× 3×                  | Jegyzőkönyv | 4× 3×       | Olimpiysky Sport Palace, Csehov Nézőszám: 2000 Játékvezetők: Dinu, Din (ROU) |

| 2014. október. 12. 19:00 | MKB Veszprém KC | 30–29       | Montpellier           | Veszprém Aréna, Veszprém Nézőszám: 5100 Játékvezetők: Cohen, Peretz (ISR) |
| 2014. október. 12. 19:00 | Ilić 6          | (14–11)     | Grebille, Kavtičnik 9 | Veszprém Aréna, Veszprém Nézőszám: 5100 Játékvezetők: Cohen, Peretz (ISR) |
| 2014. október. 12. 19:00 | 2× 3×           | Jegyzőkönyv | 4× 3×                 | Veszprém Aréna, Veszprém Nézőszám: 5100 Játékvezetők: Cohen, Peretz (ISR) |

| 2014. október. 12. 19:30 | Vardar Szkopje | 28–25       | Rhein-Neckar Löwen | Jane Sandanski Arena, Szkopje Nézőszám: 5500 Játékvezetők: Horáček, Novotný (CZE) |
| 2014. október. 12. 19:30 | Brumen 6       | (13–13)     | Petersson 7        | Jane Sandanski Arena, Szkopje Nézőszám: 5500 Játékvezetők: Horáček, Novotný (CZE) |
| 2014. október. 12. 19:30 | 5× 3×          | Jegyzőkönyv | 4× 2×              | Jane Sandanski Arena, Szkopje Nézőszám: 5500 Játékvezetők: Horáček, Novotný (CZE) |

| 2014. október. 18. 20:30 | RK Celje  | 21–24       | MKB Veszprém KC | Zlatorog Arena, Celje Nézőszám: 5051 Játékvezetők: Gousko, Repkin (BLR) |
| 2014. október. 18. 20:30 | Zarabec 5 | (9–14)      | Ilić 7          | Zlatorog Arena, Celje Nézőszám: 5051 Játékvezetők: Gousko, Repkin (BLR) |
| 2014. október. 18. 20:30 | 5× 3×     | Jegyzőkönyv | 5× 3×           | Zlatorog Arena, Celje Nézőszám: 5051 Játékvezetők: Gousko, Repkin (BLR) |

| 2014. október. 19. 17:00 | Montpellier | 34–34       | Vardar Szkopje | Park&Suites Arena, Montpellier Nézőszám: 3000 Játékvezetők: Gjeding, Hansen (DEN) |
| 2014. október. 19. 17:00 | Grebille 11 | (19–17)     | Gyibirov 9     | Park&Suites Arena, Montpellier Nézőszám: 3000 Játékvezetők: Gjeding, Hansen (DEN) |
| 2014. október. 19. 17:00 | 3× 3×       | Jegyzőkönyv | 1× 2×          | Park&Suites Arena, Montpellier Nézőszám: 3000 Játékvezetők: Gjeding, Hansen (DEN) |

| 2014. október. 19. 19:30 | Rhein-Neckar Löwen | 34–29       | Csehovszkije Medvegyi | SAP Arena, Mannheim Nézőszám: 3714 Játékvezetők: Olesen, Pedersen (DEN) |
| 2014. október. 19. 19:30 | három játékos 6    | (16–16)     | Gyereveny 7           | SAP Arena, Mannheim Nézőszám: 3714 Játékvezetők: Olesen, Pedersen (DEN) |
| 2014. október. 19. 19:30 | 2× 3×              | Jegyzőkönyv | 1× 3×                 | SAP Arena, Mannheim Nézőszám: 3714 Játékvezetők: Olesen, Pedersen (DEN) |

| 2014. november. 13. 19:30 | Rhein-Neckar Löwen | 31–27       | RK Celje  | Sportzentrum Harres St. Leon-Rot Nézőszám: 1686 Játékvezetők: Raluy, Sabroso (ESP) |
| 2014. november. 13. 19:30 | Petersson 7        | (13–15)     | Zarabec 5 | Sportzentrum Harres St. Leon-Rot Nézőszám: 1686 Játékvezetők: Raluy, Sabroso (ESP) |
| 2014. november. 13. 19:30 | 3× 3×              | Jegyzőkönyv | 5× 3×     | Sportzentrum Harres St. Leon-Rot Nézőszám: 1686 Játékvezetők: Raluy, Sabroso (ESP) |

| 2014. november. 15. 19:00 | Vardar Szkopje | 23–24       | MKB Veszprém KC | Jane Sandanski Arena, Szkopje Nézőszám: 5500 Játékvezetők: Elíasson, Pálsson (ISL) |
| 2014. november. 15. 19:00 | Karačić 8      | (11–13)     | Ilić 6          | Jane Sandanski Arena, Szkopje Nézőszám: 5500 Játékvezetők: Elíasson, Pálsson (ISL) |
| 2014. november. 15. 19:00 | 5× 3× 1×       | Jegyzőkönyv | 6× 3×           | Jane Sandanski Arena, Szkopje Nézőszám: 5500 Játékvezetők: Elíasson, Pálsson (ISL) |

| 2014. november. 16. 17:45 | Montpellier  | 32–32       | Csehovszkije Medvegyi | Park&Suites Arena, Montpellier Nézőszám: 5500 Játékvezetők: Konjičanin, Konjičanin (BIH) |
| 2014. november. 16. 17:45 | Kavtičnik 10 | (15–14)     | Kovaljov 8            | Park&Suites Arena, Montpellier Nézőszám: 5500 Játékvezetők: Konjičanin, Konjičanin (BIH) |
| 2014. november. 16. 17:45 | 2× 2×        | Jegyzőkönyv | 4× 2×                 | Park&Suites Arena, Montpellier Nézőszám: 5500 Játékvezetők: Konjičanin, Konjičanin (BIH) |

| 2014. november. 22. 16:30 | MKB Veszprém KC | 32–24       | Vardar Szkopje  | Veszprém Aréna, Veszprém Nézőszám: 5019 Játékvezetők: Baďura, Ondogrecula (SVK) |
| 2014. november. 22. 16:30 | Ilić 8          | (16–10)     | három játékos 4 | Veszprém Aréna, Veszprém Nézőszám: 5019 Játékvezetők: Baďura, Ondogrecula (SVK) |
| 2014. november. 22. 16:30 | 5× 3×           | Jegyzőkönyv | 2× 3×           | Veszprém Aréna, Veszprém Nézőszám: 5019 Játékvezetők: Baďura, Ondogrecula (SVK) |

| 2014. november. 22. 18:30 | Csehovszkije Medvegyi   | 33–34       | Montpellier | Olimpiysky Sport Palace, Csehov Nézőszám: 2400 Játékvezetők: Hansen, Pettersen (NOR) |
| 2014. november. 22. 18:30 | Gyereveny, Zsitnyikov 9 | (17–16)     | Gajić 11    | Olimpiysky Sport Palace, Csehov Nézőszám: 2400 Játékvezetők: Hansen, Pettersen (NOR) |
| 2014. november. 22. 18:30 | 2× 3×                   | Jegyzőkönyv | 4× 3×       | Olimpiysky Sport Palace, Csehov Nézőszám: 2400 Játékvezetők: Hansen, Pettersen (NOR) |

| 2014. november. 23. 17:00 | RK Celje    | 32–28       | Rhein-Neckar Löwen | Zlatorog Arena, Celje Nézőszám: 4000 Játékvezetők: Poulsen, Mortensen (DEN) |
| 2014. november. 23. 17:00 | Miklavčič 7 | (16–11)     | Gensheimer 7       | Zlatorog Arena, Celje Nézőszám: 4000 Játékvezetők: Poulsen, Mortensen (DEN) |
| 2014. november. 23. 17:00 | 5× 3×       | Jegyzőkönyv | 2× 3×              | Zlatorog Arena, Celje Nézőszám: 4000 Játékvezetők: Poulsen, Mortensen (DEN) |

| 2014. november. 29. 18:15 | MKB Veszprém KC | 38–31       | Csehovszkije Medvegyi | Veszprém Aréna, Veszprém Nézőszám: 5000 Játékvezetők: Baranowski, Lemanowicz (POL) |
| 2014. november. 29. 18:15 | Marguč 9        | (17–16)     | Zsitnyikov 11         | Veszprém Aréna, Veszprém Nézőszám: 5000 Játékvezetők: Baranowski, Lemanowicz (POL) |
| 2014. november. 29. 18:15 | 3× 3×           | Jegyzőkönyv | 4× 3×                 | Veszprém Aréna, Veszprém Nézőszám: 5000 Játékvezetők: Baranowski, Lemanowicz (POL) |

| 2014. november. 29. 19:00 | Vardar Szkopje | 34–32       | RK Celje    | Jane Sandanski Arena, Szkopje Nézőszám: 5000 Játékvezetők: Cohen, Peretz (ISR) |
| 2014. november. 29. 19:00 | Gyibirov 7     | (19–17)     | Slišković 9 | Jane Sandanski Arena, Szkopje Nézőszám: 5000 Játékvezetők: Cohen, Peretz (ISR) |
| 2014. november. 29. 19:00 | 6× 3×          | Jegyzőkönyv | 7× 3×       | Jane Sandanski Arena, Szkopje Nézőszám: 5000 Játékvezetők: Cohen, Peretz (ISR) |

| 2014. november. 29. 21:00 | Montpellier | 29–33       | Rhein-Neckar Löwen | Park&Suites Arena, Montpellier Nézőszám: 4500 Játékvezetők: Nikolić, Stojković (SRB) |
| 2014. november. 29. 21:00 | Gajić 8     | (14–18)     | Gensheimer 7       | Park&Suites Arena, Montpellier Nézőszám: 4500 Játékvezetők: Nikolić, Stojković (SRB) |
| 2014. november. 29. 21:00 | 5× 2×       | Jegyzőkönyv | 5× 2×              | Park&Suites Arena, Montpellier Nézőszám: 4500 Játékvezetők: Nikolić, Stojković (SRB) |

| 2014. december. 06. 19:00 | Csehovszkije Medvegyi | 34–39       | Vardar Szkopje | Olimpiysky Sport Palace, Csehov Nézőszám: 2300 Játékvezetők: Leszczynski, Piechota (POL) |
| 2014. december. 06. 19:00 | Gyereveny 13          | (16–19)     | Karačić 8      | Olimpiysky Sport Palace, Csehov Nézőszám: 2300 Játékvezetők: Leszczynski, Piechota (POL) |
| 2014. december. 06. 19:00 | 5× 3×                 | Jegyzőkönyv | 3× 3×          | Olimpiysky Sport Palace, Csehov Nézőszám: 2300 Játékvezetők: Leszczynski, Piechota (POL) |

| 2014. december. 06. 20:30 | RK Celje   | 27–30       | Montpellier | Zlatorog Arena, Celje Nézőszám: 5100 Játékvezetők: Leandersson, Lindroos (FIN) |
| 2014. december. 06. 20:30 | Zarabec 11 | (14–10)     | Kavtičnik 7 | Zlatorog Arena, Celje Nézőszám: 5100 Játékvezetők: Leandersson, Lindroos (FIN) |
| 2014. december. 06. 20:30 | 5× 3×      | Jegyzőkönyv | 5× 3×       | Zlatorog Arena, Celje Nézőszám: 5100 Játékvezetők: Leandersson, Lindroos (FIN) |

| 2014. december. 06. 21:00 | Rhein-Neckar Löwen | 32–25       | MKB Veszprém KC | SAP Arena, Mannheim Nézőszám: 7270 Játékvezetők: Kurtagic, Wetterwik (SWE) |
| 2014. december. 06. 21:00 | három játékos 7    | (18–10)     | Ilić, Nagy 5    | SAP Arena, Mannheim Nézőszám: 7270 Játékvezetők: Kurtagic, Wetterwik (SWE) |
| 2014. december. 06. 21:00 | 3× 2×              | Jegyzőkönyv | 4× 3×           | SAP Arena, Mannheim Nézőszám: 7270 Játékvezetők: Kurtagic, Wetterwik (SWE) |

| 2015. február. 14. 19:00 | Vardar Szkopje | 30–26       | Montpellier | Jane Sandanski Arena, Szkopje Nézőszám: 5000 Játékvezetők: Santos, Fonseca (POR) |
| 2015. február. 14. 19:00 | Gyibirov 12    | (18–13)     | Gajić 6     | Jane Sandanski Arena, Szkopje Nézőszám: 5000 Játékvezetők: Santos, Fonseca (POR) |
| 2015. február. 14. 19:00 | 3× 1×          | Jegyzőkönyv | 4× 3×       | Jane Sandanski Arena, Szkopje Nézőszám: 5000 Játékvezetők: Santos, Fonseca (POR) |

| 2015. február. 15. 14:00 | Csehovszkije Medvegyi | 26–32       | Rhein-Neckar Löwen        | Olimpiysky Sport Palace, Csehov Nézőszám: 1200 Játékvezetők: Konjičanin, Konjičanin (BIH) |
| 2015. február. 15. 14:00 | Kovaljov 8            | (14–18)     | Ekdahl du Rietz, Schmid 6 | Olimpiysky Sport Palace, Csehov Nézőszám: 1200 Játékvezetők: Konjičanin, Konjičanin (BIH) |
| 2015. február. 15. 14:00 | 1× 2×                 | Jegyzőkönyv | 3× 3×                     | Olimpiysky Sport Palace, Csehov Nézőszám: 1200 Játékvezetők: Konjičanin, Konjičanin (BIH) |

| 2015. február. 15. 18:45 | MKB Veszprém KC | 29–26       | RK Celje | Veszprém Aréna, Veszprém Nézőszám: 5000 Játékvezetők: Caçador, Nicolau (POR) |
| 2015. február. 15. 18:45 | Ilić, Sulić 5   | (15–10)     | Razgor 4 | Veszprém Aréna, Veszprém Nézőszám: 5000 Játékvezetők: Caçador, Nicolau (POR) |
| 2015. február. 15. 18:45 | 2× 3×           | Jegyzőkönyv | 4× 3×    | Veszprém Aréna, Veszprém Nézőszám: 5000 Játékvezetők: Caçador, Nicolau (POR) |

| 2015. február. 21. 19:00 | RK Celje          | 29–25       | Csehovszkije Medvegyi   | Zlatorog Arena, Celje Nézőszám: 2500 Játékvezetők: Buache, Meyer (SUI) |
| 2015. február. 21. 19:00 | Janc, Slišković 6 | (14–15)     | Csernoivanov,Kovaljov 5 | Zlatorog Arena, Celje Nézőszám: 2500 Játékvezetők: Buache, Meyer (SUI) |
| 2015. február. 21. 19:00 | 5× 3×             | Jegyzőkönyv | 5× 3× 1×                | Zlatorog Arena, Celje Nézőszám: 2500 Játékvezetők: Buache, Meyer (SUI) |

| 2015. február. 21. 21:00 | Rhein-Neckar Löwen | 28–35       | Vardar Szkopje | SAP Arena, Mannheim Nézőszám: 2000 Játékvezetők: Togstad, Kristiansen (NOR) |
| 2015. február. 21. 21:00 | Schmid 6           | (13–20)     | Karačić 8      | SAP Arena, Mannheim Nézőszám: 2000 Játékvezetők: Togstad, Kristiansen (NOR) |
| 2015. február. 21. 21:00 | 1× 3×              | Jegyzőkönyv | 3× 2×          | SAP Arena, Mannheim Nézőszám: 2000 Játékvezetők: Togstad, Kristiansen (NOR) |

| 2015. február. 22. 17:00 | Montpellier          | 20–34       | MKB Veszprém KC | Park&Suites Arena, Montpellier Nézőszám: 7500 Játékvezetők: López, Ramírez (ESP) |
| 2015. február. 22. 17:00 | Mačkovšek, Simonet 4 | (9–14)      | Marguč 8        | Park&Suites Arena, Montpellier Nézőszám: 7500 Játékvezetők: López, Ramírez (ESP) |
| 2015. február. 22. 17:00 | 3× 3×                | Jegyzőkönyv | 7× 3× 1×        | Park&Suites Arena, Montpellier Nézőszám: 7500 Játékvezetők: López, Ramírez (ESP) |

### D csoport
| #  | Csapat                | M  | Gy | D | V | G+  | G–  | Gk  | P  |
| -- | --------------------- | -- | -- | - | - | --- | --- | --- | -- |
| 1. | Vive Kielce           | 10 | 10 | 0 | 0 | 312 | 271 | +41 | 20 |
| 2. | Pick Szeged           | 10 | 6  | 1 | 3 | 276 | 264 | +12 | 13 |
| 3. | Dunkerque HBGL        | 10 | 4  | 0 | 6 | 257 | 263 | –6  | 8  |
| 4. | Aalborg               | 10 | 2  | 3 | 5 | 256 | 269 | –13 | 7  |
| 5. | Motor Zaporizzsja     | 10 | 3  | 0 | 7 | 283 | 284 | –1  | 6  |
| 6. | Kadetten Schaffhausen | 10 | 2  | 2 | 6 | 264 | 297 | –33 | 6  |

| 2014. szeptember. 25. 20:00 | Kadetten Schaffhausen | 28–33       | Vive Kielce | Schweizersbildhalle, Schaffhausen Nézőszám: 2030 Játékvezetők: López, Ramírez (ESP) |
| 2014. szeptember. 25. 20:00 | Liniger 7             | (14–15)     | Buntić 6    | Schweizersbildhalle, Schaffhausen Nézőszám: 2030 Játékvezetők: López, Ramírez (ESP) |
| 2014. szeptember. 25. 20:00 | 4× 3×                 | Jegyzőkönyv | 2× 3×       | Schweizersbildhalle, Schaffhausen Nézőszám: 2030 Játékvezetők: López, Ramírez (ESP) |

| 2014. szeptember. 28. 15:10 | Dunkerque HBGL | 21–26       | Aalborg              | Stade des Flandres, Dunkerque Nézőszám: 2300 Játékvezetők: Dinu, Din (ROU) |
| 2014. szeptember. 28. 15:10 | Touati 5       | (13–13)     | Guardiola, Tvedten 6 | Stade des Flandres, Dunkerque Nézőszám: 2300 Játékvezetők: Dinu, Din (ROU) |
| 2014. szeptember. 28. 15:10 | 6× 3×          | Jegyzőkönyv | 7× 3× 1×             | Stade des Flandres, Dunkerque Nézőszám: 2300 Játékvezetők: Dinu, Din (ROU) |

| 2014. szeptember. 28. 19:15 | Pick Szeged | 27–26       | Motor Zaporizzsja | Városi Sportcsarnok, Szeged Nézőszám: 3000 Játékvezetők: Stark, Stefan (ROU) |
| 2014. szeptember. 28. 19:15 | Bombač 6    | (13–11)     |                   | Városi Sportcsarnok, Szeged Nézőszám: 3000 Játékvezetők: Stark, Stefan (ROU) |
| 2014. szeptember. 28. 19:15 | 2× 3×       | Jegyzőkönyv | 4× 3×             | Városi Sportcsarnok, Szeged Nézőszám: 3000 Játékvezetők: Stark, Stefan (ROU) |

| 2014. október. 04. 14:00 | Vive Kielce | 37–32       | Pick Szeged      | Hala Legionów, Kielce Nézőszám: 4000 Játékvezetők: Geipel, Helbig (GER) |
| 2014. október. 04. 14:00 | Bielecki 6  | (18–17)     | Balogh, Bombač 9 | Hala Legionów, Kielce Nézőszám: 4000 Játékvezetők: Geipel, Helbig (GER) |
| 2014. október. 04. 14:00 | 2× 3× 1×    | Jegyzőkönyv | 3× 2×            | Hala Legionów, Kielce Nézőszám: 4000 Játékvezetők: Geipel, Helbig (GER) |

| 2014. október. 04. 18:00 | Motor Zaporizzsja | 21–23       | Dunkerque HBGL | Palace of Sport, Brovari Nézőszám: 3000 Játékvezetők: Erdoğan, Özdeniz (TUR) |
| 2014. október. 04. 18:00 |                   | (10–9)      | Emonet 6       | Palace of Sport, Brovari Nézőszám: 3000 Játékvezetők: Erdoğan, Özdeniz (TUR) |
| 2014. október. 04. 18:00 | 1× 3×             | Jegyzőkönyv | 3× 2×          | Palace of Sport, Brovari Nézőszám: 3000 Játékvezetők: Erdoğan, Özdeniz (TUR) |

| 2014. október. 05. 16:50 | Aalborg    | 23–23       | Kadetten Schaffhausen | Gigantium, Aalborg Nézőszám: 3021 Játékvezetők: Schulze, Tönnies (GER) |
| 2014. október. 05. 16:50 | Berggren 8 | (11–8)      | Pendić 7              | Gigantium, Aalborg Nézőszám: 3021 Játékvezetők: Schulze, Tönnies (GER) |
| 2014. október. 05. 16:50 | 2× 3×      | Jegyzőkönyv | 3× 3×                 | Gigantium, Aalborg Nézőszám: 3021 Játékvezetők: Schulze, Tönnies (GER) |

| 2014. október. 09. 20:00 | Kadetten Schaffhausen | 25–23       | Dunkerque HBGL | Schweizersbildhalle, Schaffhausen Nézőszám: 1950 Játékvezetők: Togstad, Kristiansen (NOR) |
| 2014. október. 09. 20:00 | Liniger 11            | (12–10)     | Soudry 6       | Schweizersbildhalle, Schaffhausen Nézőszám: 1950 Játékvezetők: Togstad, Kristiansen (NOR) |
| 2014. október. 09. 20:00 | 4× 3×                 | Jegyzőkönyv | 2× 3×          | Schweizersbildhalle, Schaffhausen Nézőszám: 1950 Játékvezetők: Togstad, Kristiansen (NOR) |

| 2014. október. 12. 16:50 | Aalborg   | 25–28       | Pick Szeged | Gigantium, Aalborg Nézőszám: 3844 Játékvezetők: López, Ramírez (ESP) |
| 2014. október. 12. 16:50 | Sagosen 9 | (11–15)     | Balogh 13   | Gigantium, Aalborg Nézőszám: 3844 Játékvezetők: López, Ramírez (ESP) |
| 2014. október. 12. 16:50 | 5× 2×     | Jegyzőkönyv | 6× 2×       | Gigantium, Aalborg Nézőszám: 3844 Játékvezetők: López, Ramírez (ESP) |

| 2014. október. 12. 20:00 | Vive Kielce | 30–26       | Motor Zaporizzsja | Hala Legionów, Kielce Nézőszám: 4000 Játékvezetők: Nikolić, Stojković (SRB) |
| 2014. október. 12. 20:00 | Lijewski 7  | (17–14)     | Burka 6           | Hala Legionów, Kielce Nézőszám: 4000 Játékvezetők: Nikolić, Stojković (SRB) |
| 2014. október. 12. 20:00 | 5× 3× 1×    | Jegyzőkönyv | 5× 2×             | Hala Legionów, Kielce Nézőszám: 4000 Játékvezetők: Nikolić, Stojković (SRB) |

| 2014. október. 18. 16:00 | Dunkerque HBGL | 25–28       | Vive Kielce | Stade des Flandres, Dunkerque Nézőszám: 2300 Játékvezetők: Stoļarovs, Līcis (LAT) |
| 2014. október. 18. 16:00 | Emonet 6       | (12–14)     | Bielecki 7  | Stade des Flandres, Dunkerque Nézőszám: 2300 Játékvezetők: Stoļarovs, Līcis (LAT) |
| 2014. október. 18. 16:00 | 6× 2×          | Jegyzőkönyv | 2× 2×       | Stade des Flandres, Dunkerque Nézőszám: 2300 Játékvezetők: Stoļarovs, Līcis (LAT) |

| 2014. október. 18. 17:50 | Motor Zaporizzsja | 25–28       | Aalborg           | Palace of Sport, Brovari Nézőszám: 2100 Játékvezetők: Krstić, Ljubić (SLO) |
| 2014. október. 18. 17:50 | Onufryienko 9     | (13–13)     | Jensen, Tvedten 7 | Palace of Sport, Brovari Nézőszám: 2100 Játékvezetők: Krstić, Ljubić (SLO) |
| 2014. október. 18. 17:50 | 1× 3×             | Jegyzőkönyv | 4× 2×             | Palace of Sport, Brovari Nézőszám: 2100 Játékvezetők: Krstić, Ljubić (SLO) |

| 2014. október. 18. 18:30 | Pick Szeged | 34–24       | Kadetten Schaffhausen | Városi Sportcsarnok, Szeged Nézőszám: 3200 Játékvezetők: Nikolov, Nachevski (MKD) |
| 2014. október. 18. 18:30 | Bombač 11   | (16–13)     | Jurcă 6               | Városi Sportcsarnok, Szeged Nézőszám: 3200 Játékvezetők: Nikolov, Nachevski (MKD) |
| 2014. október. 18. 18:30 | 2× 3×       | Jegyzőkönyv | 7× 3× 1×              | Városi Sportcsarnok, Szeged Nézőszám: 3200 Játékvezetők: Nikolov, Nachevski (MKD) |

| 2014. november. 13. 18:00 | Motor Zaporizzsja         | 31–26       | Kadetten Schaffhausen | Palace of Sport, Brovari Nézőszám: 2000 Játékvezetők: Leandersson, Lindroos (FIN) |
| 2014. november. 13. 18:00 | Onufryienko, Skopintsev 9 | (18–13)     | Pendić 6              | Palace of Sport, Brovari Nézőszám: 2000 Játékvezetők: Leandersson, Lindroos (FIN) |
| 2014. november. 13. 18:00 | 3× 3×                     | Jegyzőkönyv | 3× 3×                 | Palace of Sport, Brovari Nézőszám: 2000 Játékvezetők: Leandersson, Lindroos (FIN) |

| 2014. november. 16. 16:00 | Pick Szeged | 23–21       | Dunkerque HBGL | Városi Sportcsarnok, Szeged Nézőszám: 3100 Játékvezetők: Pavićević, Ražnatović (MNE) |
| 2014. november. 16. 16:00 | Balogh 7    | (11–10)     | Butto 9        | Városi Sportcsarnok, Szeged Nézőszám: 3100 Játékvezetők: Pavićević, Ražnatović (MNE) |
| 2014. november. 16. 16:00 | 3× 3×       | Jegyzőkönyv | 1× 3×          | Városi Sportcsarnok, Szeged Nézőszám: 3100 Játékvezetők: Pavićević, Ražnatović (MNE) |

| 2014. november. 16. 16:50 | Aalborg    | 25–27       | Vive Kielce | Gigantium, Aalborg Nézőszám: 4115 Játékvezetők: Jurinović, Mrvica (CRO) |
| 2014. november. 16. 16:50 | Berggren 7 | (12–13)     | Lijewski 6  | Gigantium, Aalborg Nézőszám: 4115 Játékvezetők: Jurinović, Mrvica (CRO) |
| 2014. november. 16. 16:50 | 2× 3×      | Jegyzőkönyv | 3× 2×       | Gigantium, Aalborg Nézőszám: 4115 Játékvezetők: Jurinović, Mrvica (CRO) |

| 2014. november. 20. 20:00 | Kadetten Schaffhausen | 32–37       | Motor Zaporizzsja | Schweizersbildhalle, Schaffhausen Nézőszám: 2280 Játékvezetők: Dinu, Din (ROU) |
| 2014. november. 20. 20:00 | Graubner 8            | (14–18)     | Burka 7           | Schweizersbildhalle, Schaffhausen Nézőszám: 2280 Játékvezetők: Dinu, Din (ROU) |
| 2014. november. 20. 20:00 | 6× 3×                 | Jegyzőkönyv | 5× 3×             | Schweizersbildhalle, Schaffhausen Nézőszám: 2280 Játékvezetők: Dinu, Din (ROU) |

| 2014. november. 22. 14:30 | Dunkerque HBGL | 24–25       | Pick Szeged | Stade des Flandres, Dunkerque Nézőszám: 2400 Játékvezetők: Gubica, Milošević (CRO) |
| 2014. november. 22. 14:30 | Nagy 6         | (12–15)     | Bombač 4    | Stade des Flandres, Dunkerque Nézőszám: 2400 Játékvezetők: Gubica, Milošević (CRO) |
| 2014. november. 22. 14:30 | 4× 3× 1×       | Jegyzőkönyv | 5× 3× 1×    | Stade des Flandres, Dunkerque Nézőszám: 2400 Játékvezetők: Gubica, Milošević (CRO) |

| 2014. november. 23. 15:10 | Vive Kielce | 33–26       | Aalborg   | Hala Legionów, Kielce Nézőszám: 4200 Játékvezetők: Gousko, Repkin (BLR) |
| 2014. november. 23. 15:10 | Buntić 8    | (18–15)     | Sagosen 7 | Hala Legionów, Kielce Nézőszám: 4200 Játékvezetők: Gousko, Repkin (BLR) |
| 2014. november. 23. 15:10 | 1× 3×       | Jegyzőkönyv | 3× 3×     | Hala Legionów, Kielce Nézőszám: 4200 Játékvezetők: Gousko, Repkin (BLR) |

| 2014. november. 26. 18:00 | Motor Zaporizzsja | 25–29       | Pick Szeged      | Palace of Sport, Brovari Nézőszám: 1900 Játékvezetők: Brunovský, Čanda (SVK) |
| 2014. november. 26. 18:00 | Onufryienko 8     | (12–16)     | Balogh, Bombač 7 | Palace of Sport, Brovari Nézőszám: 1900 Játékvezetők: Brunovský, Čanda (SVK) |
| 2014. november. 26. 18:00 | 2× 3×             | Jegyzőkönyv | 5× 3×            | Palace of Sport, Brovari Nézőszám: 1900 Játékvezetők: Brunovský, Čanda (SVK) |

| 2014. november. 30. 13:30 | Vive Kielce | 33–24       | Kadetten Schaffhausen | Hala Legionów, Kielce Nézőszám: 4000 Játékvezetők: Krstić, Ljubić (SLO) |
| 2014. november. 30. 13:30 | Čupić 9     | (14–12)     | Liniger 11            | Hala Legionów, Kielce Nézőszám: 4000 Játékvezetők: Krstić, Ljubić (SLO) |
| 2014. november. 30. 13:30 | 1× 2×       | Jegyzőkönyv | 2× 3×                 | Hala Legionów, Kielce Nézőszám: 4000 Játékvezetők: Krstić, Ljubić (SLO) |

| 2014. november. 30. 16:50 | Aalborg           | 25–28       | Dunkerque HBGL  | Gigantium, Aalborg Nézőszám: 3653 Játékvezetők: Geipel, Helbig (GER) |
| 2014. november. 30. 16:50 | Sagosen, Slundt 6 | (13–15)     | három játékos 5 | Gigantium, Aalborg Nézőszám: 3653 Játékvezetők: Geipel, Helbig (GER) |
| 2014. november. 30. 16:50 | 5× 3× 1×          | Jegyzőkönyv | 4× 2×           | Gigantium, Aalborg Nézőszám: 3653 Játékvezetők: Geipel, Helbig (GER) |

| 2014. december. 04. 20:00 | Kadetten Schaffhausen | 25–25       | Aalborg           | Schweizersbildhalle, Schaffhausen Nézőszám: 2210 Játékvezetők: Johansson, Kliko (SWE) |
| 2014. december. 04. 20:00 | Liniger 8             | (14–9)      | Jensen, Tvedten 6 | Schweizersbildhalle, Schaffhausen Nézőszám: 2210 Játékvezetők: Johansson, Kliko (SWE) |
| 2014. december. 04. 20:00 | 6× 3×                 | Jegyzőkönyv | 2× 3×             | Schweizersbildhalle, Schaffhausen Nézőszám: 2210 Játékvezetők: Johansson, Kliko (SWE) |

| 2014. december. 06. 16:00 | Dunkerque HBGL | 31–29       | Motor Zaporizzsja | Stade des Flandres, Dunkerque Nézőszám: 2000 Játékvezetők: Nikolov, Nachevski (MKD) |
| 2014. december. 06. 16:00 | Butto 9        | (17–17)     | Oleg Skopintsev 8 | Stade des Flandres, Dunkerque Nézőszám: 2000 Játékvezetők: Nikolov, Nachevski (MKD) |
| 2014. december. 06. 16:00 | 5× 3×          | Jegyzőkönyv | 3× 3× 1×          | Stade des Flandres, Dunkerque Nézőszám: 2000 Játékvezetők: Nikolov, Nachevski (MKD) |

| 2014. december. 06. 16:30 | Pick Szeged  | 26–27       | Vive Kielce | Városi Sportcsarnok, Szeged Nézőszám: 3200 Játékvezetők: Horáček, Novotný (CZE) |
| 2014. december. 06. 16:30 | Prodanović 6 | (11–14)     | Bielecki 6  | Városi Sportcsarnok, Szeged Nézőszám: 3200 Játékvezetők: Horáček, Novotný (CZE) |
| 2014. december. 06. 16:30 | 5× 3× 1×     | Jegyzőkönyv | 3× 3×       | Városi Sportcsarnok, Szeged Nézőszám: 3200 Játékvezetők: Horáček, Novotný (CZE) |

| 2015. február. 12. 20:00 | Kadetten Schaffhausen | 32–29       | Pick Szeged         | Schweizersbildhalle, Schaffhausen Nézőszám: 3380 Játékvezetők: Mažeika, Gatelis (LTU) |
| 2015. február. 12. 20:00 | Liniger 8             | (19–15)     | Ilyés, Prodanović 7 | Schweizersbildhalle, Schaffhausen Nézőszám: 3380 Játékvezetők: Mažeika, Gatelis (LTU) |
| 2015. február. 12. 20:00 | 4× 3×                 | Jegyzőkönyv | 3× 3× 1×            | Schweizersbildhalle, Schaffhausen Nézőszám: 3380 Játékvezetők: Mažeika, Gatelis (LTU) |

| 2015. február. 14. 13:30 | Vive Kielce     | 36–32       | Dunkerque HBGL | Hala Legionów, Kielce Nézőszám: 4000 Játékvezetők: Stark, Stefan (ROU) |
| 2015. február. 14. 13:30 | három játékos 6 | (19–15)     | Butto 5        | Hala Legionów, Kielce Nézőszám: 4000 Játékvezetők: Stark, Stefan (ROU) |
| 2015. február. 14. 13:30 | 7× 3×           | Jegyzőkönyv | 2× 3×          | Hala Legionów, Kielce Nézőszám: 4000 Játékvezetők: Stark, Stefan (ROU) |

| 2015. február. 15. 16:50 | Aalborg   | 30–36       | Motor Zaporizzsja | Gigantium, Aalborg Nézőszám: 3917 Játékvezetők: Lah, Sok (SLO) |
| 2015. február. 15. 16:50 | Tvedten 7 | (16–16)     | Burka 9           | Gigantium, Aalborg Nézőszám: 3917 Játékvezetők: Lah, Sok (SLO) |
| 2015. február. 15. 16:50 | 3× 3×     | Jegyzőkönyv | 4× 2× 1×          | Gigantium, Aalborg Nézőszám: 3917 Játékvezetők: Lah, Sok (SLO) |

| 2015. február. 18. 19:00 | Motor Zaporizzsja                | 27–28       | Vive Kielce | Palace of Sport, Brovari Nézőszám: 1500 Játékvezetők: Kurtagic, Wetterwik (SWE) |
| 2015. február. 18. 19:00 | Dmytro Doroshchuk, Ievgen Zhuk 5 | (19–10)     | Bielecki 7  | Palace of Sport, Brovari Nézőszám: 1500 Játékvezetők: Kurtagic, Wetterwik (SWE) |
| 2015. február. 18. 19:00 | 3× 2×                            | Jegyzőkönyv | 2× 3×       | Palace of Sport, Brovari Nézőszám: 1500 Játékvezetők: Kurtagic, Wetterwik (SWE) |

| 2015. február. 21. 16:00 | Dunkerque HBGL   | 29–25       | Kadetten Schaffhausen | Stade des Flandres, Dunkerque Nézőszám: 2400 Játékvezetők: Baďura, Ondogrecula (SVK) |
| 2015. február. 21. 16:00 | Emonet, Soudry 5 | (14–14)     | Pendić 8              | Stade des Flandres, Dunkerque Nézőszám: 2400 Játékvezetők: Baďura, Ondogrecula (SVK) |
| 2015. február. 21. 16:00 | 2× 3×            | Jegyzőkönyv | 4× 3×                 | Stade des Flandres, Dunkerque Nézőszám: 2400 Játékvezetők: Baďura, Ondogrecula (SVK) |

| 2015. február. 22. 19:00 | Pick Szeged | 23–23       | Aalborg  | Városi Sportcsarnok, Szeged Nézőszám: 3000 Játékvezetők: Stoļarovs, Līcis (LAT) |
| 2015. február. 22. 19:00 | Hegedűs 5   | (10–10)     | Larsen 6 | Városi Sportcsarnok, Szeged Nézőszám: 3000 Játékvezetők: Stoļarovs, Līcis (LAT) |
| 2015. február. 22. 19:00 | 2× 2×       | Jegyzőkönyv | 4× 2×    | Városi Sportcsarnok, Szeged Nézőszám: 3000 Játékvezetők: Stoļarovs, Līcis (LAT) |